# Kvadriljon
En kvadriljon är det tal som kan skrivas med en etta följd av 24 nollor, 1024. SI-prefixet för detta tal är yotta. En kvadriljon är alltså en miljon triljoner eller en miljontedel av en kvintiljon (se mycket stora tal), och skrivs 1 000 000 000 000 000 000 000 000 med siffror.
Dock används sällan benämningen på grund av sin otydlighet varför istället benämningen 1024 är den mest vanligt förekommande. 
På engelska och flera andra språk är räkneorden motsvarande biljon, triljon, kvadriljon och så vidare tvetydiga och kan antingen motsvara den svenska ("långa skalan") eller ange mycket mindre enheter ("korta skalan"). Enligt den korta skalan heter kvadriljon på engelska "septillion". Det engelska ordet "quadrillion" motsvarar då det svenska biljard (1015).

## Exempel på kvadriljoner
- En mol är cirka 0,6022 kvadriljoner elementära enheter.